# Admiral Hipper
Admiral Hipper var en tung kryssare av Admiral Hipper-klass i bruk hos den tyska marinen i andra världskriget. Fartyget deltog i Operation Weserübung, invasionen av Danmark och Norge i april 1940.

## Historia
Admiral Hipper byggdes av Blohm und Voss i Hamburg från 1935 och togs i aktiv tjänst i Kriegsmarine den 29 april 1939. Kryssaren, som var uppkallad efter amiral Franz Ritter von Hipper, hade ett deplacement på 14 247 ton. Huvudbeväpningen utgjordes av 8 stycken 20,3 cm kanoner och 12 st. 10,5 cm kanoner. Admiral Hipper var den första av fem tunga kryssare, och den enda som var i tjänst vid krigsutbrottet. Fartyget sänktes av sin besättning utanför Kiel den 2 maj 1945.